# Cheilosia albopubifera
Cheilosia albopubifera är en tvåvingeart som beskrevs av Huo, Ren och Zheng 2007. Cheilosia albopubifera ingår i släktet örtblomflugor, och familjen blomflugor. Inga underarter finns listade i Catalogue of Life.